# Waarmaarde
Waarmaarde is een dorp in de  Belgische provincie West-Vlaanderen en een deelgemeente van Avelgem. Waarmaarde ligt aan de Schelde, in het uiterste zuidoosten van de provincie en grenst aan  Ruien (zuiden), Tiegem (noorden), Kerkhove (oosten) en ten westen vormt de Scheebeek de grens met Avelgem. Waarmaarde was een zelfstandige gemeente tot aan de gemeentelijke herindeling van 1977, sinds 1 januari 1977 vormt het samen met Avelgem,  Bossuit, Kerkhove en Outrijve de fusiegemeente Avelgem.

## Geschiedenis
De naam Waarmaarde vindt wellicht zijn oorsprong in zijn ligging nabij de Schelde. Het Germaanse ‘wardo’ duidt op een uitkijkpost of, gezien het suffix – aarde, op een aanlegplaats aan de rivier.

### Eerste vermeldingen
In 1072 doen Eggebertus en zijn broeder een gift aan de kerk van Harelbeke, bestaande uit 3 bunders land gelegen te ‘Wermarda’. Dit voor de ziel van hun vader Raingot. De akte die deze gift vermeldt is het oudste document betreffende Waarmaarde. Een tweede vermelding dateert van 1119. Lambert, bisschop van Noyon en Doornik, schenkt dat jaar het altaar van Kerkhove met de afhankelijke kapel van Waarmaarde aan de Sint-Diederikabdij bij Reims. 
Een eeuw later duikt Waarmaarde op in een document over dat de stichting van de parochie. Het document uit 1185 bevindt zich in de archieven van de abdij van Ename.

### 15de – 19de eeuw
Volgens Sanderus behoorde Waarmaarde toe aan het huis van Gruthuuse. Zij kwamen in het bezit ervan door het huwelijk van Jan van Brugge, heer van Gruthuuse, met Marguerite, dochter en erfgename van Felix, Prins van Steenhusse, heer van Avelgem, in 1415. Vermoedelijk was Waarmaarde in die tijd afzonderlijke heerlijkheid, aangezien noch Jan van Gruthuuse, noch een van zijn afstammelingen de titel van heer van Waarmaarde draagt. Waarmaarde was wellicht afhankelijk van Avelgem. Jeanne de Richardot was de eerste die de titel van ‘Dame van Waarmaarde’  droeg. Deze titel werd haar toegekend op 28 november 1605 door de Grote Raad van Mechelen. In 1610 ontdekte men tussen Kerkhove en Waarmaarde een urne met meer dan achttienhonderd Romeinse munten. De 19e-eeuwse industrialisering had weinig invloed op de economische ontwikkeling van Waarmaarde. De landbouw bleef de voornaamste inkomstenbron. Later pendelde het merendeel van de beroepsbevolking naar Kortrijk en Oudenaarde.

### 20ste eeuw
Tijdens de Eerste Wereldoorlog werd Waarmaarde zwaar getroffen door de beschietingen. Vele huizen, de kerk en de schoolgebouwen werden zwaar beschadigd. Op vrijdag 10 mei 1940 vallen de Duitse troepen België binnen. Daags nadien trokken Engelse troepen door Waarmaarde, het Duitse leger tegemoet. Vluchtelingen trokken in de tegenovergestelde richting. Langs de Schelde en rond de kerk werden versterkingen aangelegd. Op 20 mei begon de slag om de Schelde, die bijna alle huizen beschadigde en sommige volledig verwoestte. De kerk was één puinhoop. Er vielen 18 Engelsen en 16 Duitsers en 3 vluchtelingen lieten het leven langs de Schelde.
Op 1 januari 1977 werd Waarmaarde samen met Kerkhove, Outrijve en Bossuit, samengevoegd in de entiteit Avelgem. Voor de fusie organiseerde burgemeester Herman Platteau de ‘Waarmaardse fusie-slopingsfeesten van 20 en 21 augustus 1976’.

## Demografische ontwikkeling
- Bronnen:NIS, Opm:1831 tot en met 1970=volkstellingen; 1976 = inwoneraantal op 31 december

## Kerk

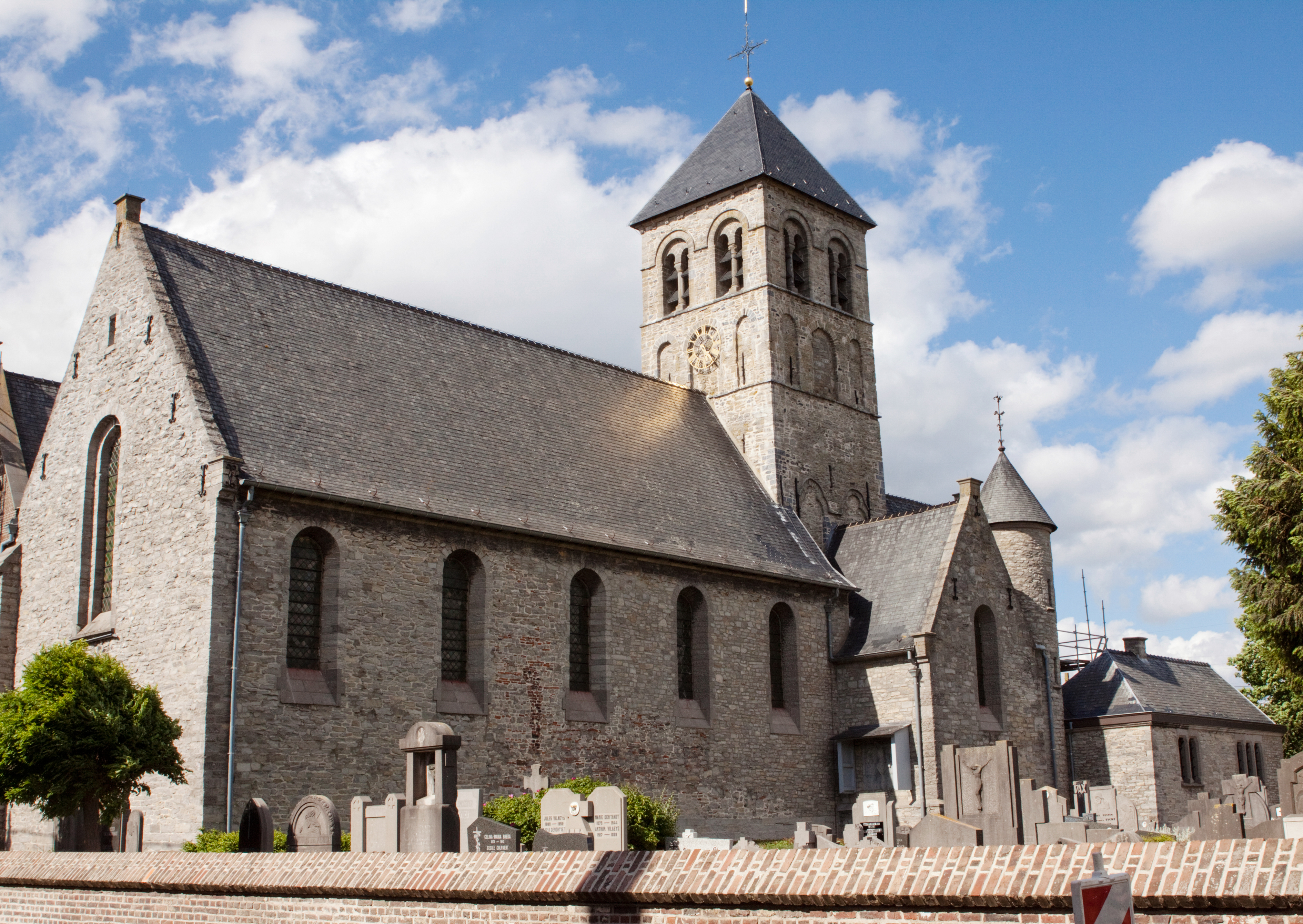
Kerk OLV-Geboorte en Sint-Eligius.

De Onze-Lieve-Vrouw-Geboorte en Sint-Eligiuskerk en wordt het ‘kathedraaltje van de Scheldestreek’ genoemd. Het is een van de merkwaardigste kerken van de streek omdat ze bestaat uit 2 beuken. De kerk is beschermd als monument bij Koninklijk Besluit van 20 februari 1939. Van de 13de-eeuwse, romaanse kerk zijn onder meer het zuidelijke transept en de onderbouw van de vierkante vieringtoren bewaard. Andere delen zijn gotisch. In het interieur bevinden zich een communiebank en een preekstoel uit 1634. Karel Lateur, de broer van Stijn Streuvels beeldhouwde rond 1900 de arduinen calvarie buiten de kerk.
De kerk heeft geleden in de meidagen van 1940. Op het kerkhof en langs de kouterrug hadden Engelse militairen zich ingegraven, om de oprukkende Duitsers te beletten de Schelde over te steken. In de kerkhofmuur werden schietbressen geslagen en de oeververbinding werd stukgeschoten. De aanvallers legden een noodbrug. Er werd zwaar geschoten in de dorpskern. De Britse gesneuvelden liggen op het kerkhof begraven. Na de oorlog werd het spitse torendak door een stompere bedekking vervangen. Door oorlogsschade van de Wereldoorlog I en II, had de kerk nood aan vele herstelling- en opbouwwerken.

## Regionaal Archeologisch Museum a/d Schelde

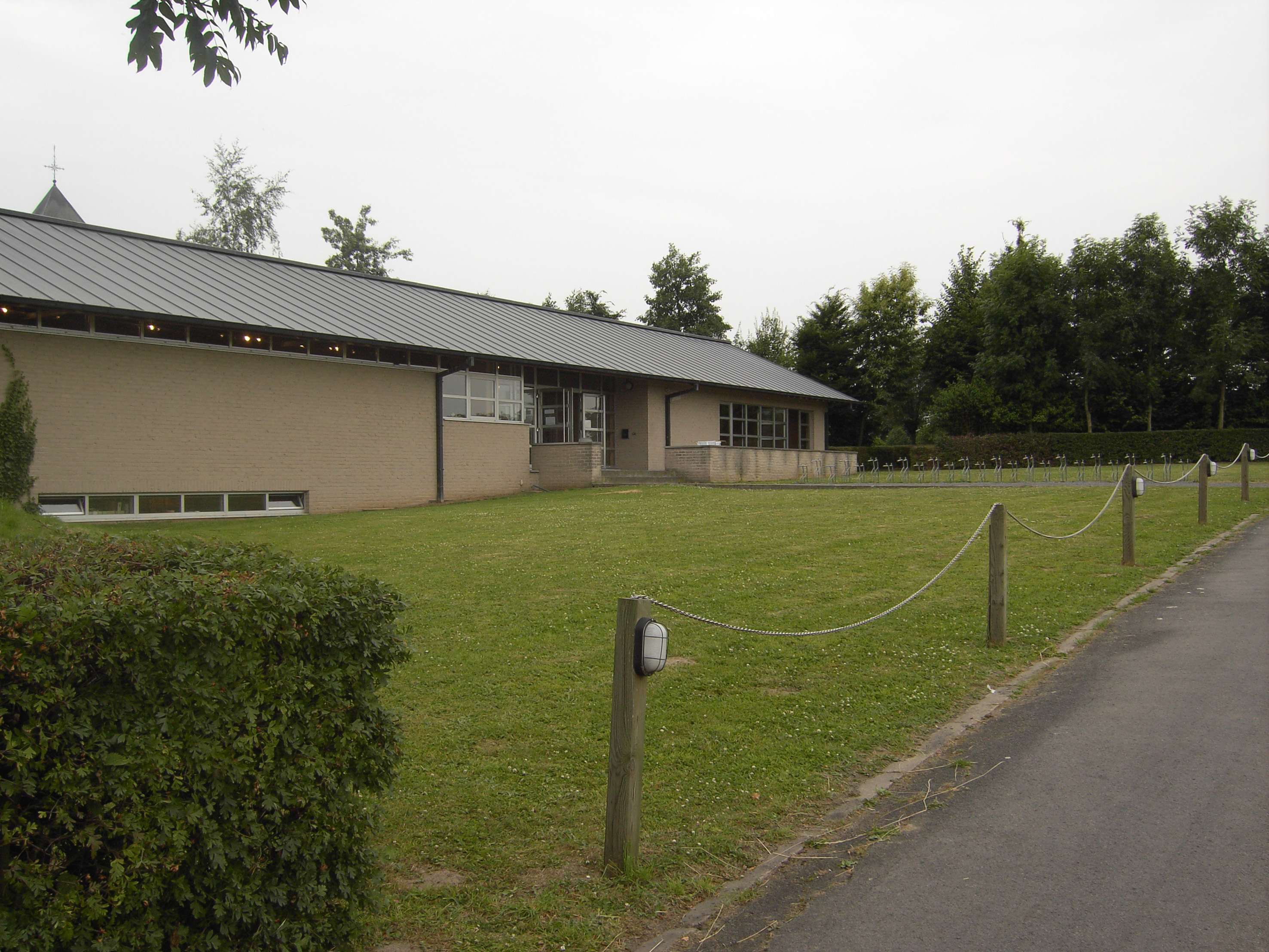
Het OC van Waarmaarde dat onder andere het Regionaal Archeologisch Museum a/d Schelde herbergt.

Van 1973 tot 2003 werd er opgegraven op de terreinen van de Vlaamse Maatschappij voor Watervoorziening, achter de kerk van Waarmaarde, op het grondgebied van Kerkhove. De vondsten worden tentoongesteld in het Regionaal Archeologisch Museum a/d Schelde (RAMS) dat werd geopend op 18 oktober 1996 door de Directeur-generaal van de Vlaamse Maatschappij voor Watervoorziening, Stan Beernaert. Het museum bevindt zich aan de rand van de V.M.W.-waterwinning Kerkhove.
Het Museum kwam tot stand via een samenwerking en co-financiering tussen de gemeente Avelgem, West-Vlaanderen, de Vlaamse Maatschappij voor Watervoorziening, de vzw TROP - Toeristisch-Recreatief Ontwikkelingsplan Leie-Schelde, de Intercommunale Leiedal, Electrabel-Gaselwest en de Vereniging voor Oudheidkundig Bodemonderzoek in West-Vlaanderen. Er wordt een overzicht gegeven van de bewoningsgeschiedenis van de West-Vlaamse Scheldevallei van het paleolithicum tot en met de Merovingische tijden. Er worden gebruiksvoorwerpen uit vuursteen (silexartefacten) en aardewerk tentoongesteld. Het Museum toont twee plattegronden van de Romeinse baanpost met administratieve en logistieke functie, ingeplant op een kruising van land- en waterweg. Op de terreinen van de Watermaatschappij werden ook twee Romeinse structuren aan het oppervlak gevisualiseerd; een hout- en een steenbouw.

## Natuur en landschap
Waarmaarde ligt op een kouterrug in de vallei van de Schelde en in Zandlemig Vlaanderen. Enkele riviertjes, zoals de Scheebeek, lopen in zuidoostelijke richting naar de Schelde toe. De hoogte bedraagt 12-17 meter

## Volksverhalen
Er zijn verschillende volksverhalen met Waarmaarde in de hoofdrol. Eentje gaat over een toverheks die onkruid uit haar rok schudde wanneer ze boos was op de boeren en een ander verhaal gaat over de Mote waar ooit een kasteel of een jachthuis zou zijn verzonken. Daarna spookte het op die plaats. Iedere nacht kon men om twaalf uur bij de wal een wit paard zien. Enkele minuten later was het 'motepaard' verdwenen.

## Nabijgelegen kernen
Rugge, Tiegem, Kerkhove